# Claude Gonçalves
Claude Gonçalves (* 9. April 1994 in Ajaccio) ist ein portugiesisch-französischer Fußballspieler, der aktuell bei Legia Warschau unter Vertrag steht.

## Karriere

### Verein
Das Fußballspielen begann Gonçalves im Alter von fünf Jahren beim CA Propriano in seiner Heimatstadt Ajaccio auf der zu Frankreich gehörenden Insel Korsika. 2007 wurde er in die Jugendabteilung des AC Ajaccio aufgenommen und durchlief dort in der nachfolgenden Zeit die verschiedenen Altersstufen. Dabei wurde der Mittelfeldspieler auf verschiedenen Positionen eingesetzt, um seine spielerische Vielseitigkeit zu steigern. Seine Hauptrolle fand er später im defensiven Mittelfeld, wobei sich seine technischen Fähigkeiten und seine aggressive Spielweise als besondere Stärken erwiesen. Zeitgleich zu seiner fußballerischen Ausbildung besuchte er die Schule und erwarb 2011 ein technisches Abitur (baccalauréat STG). 2012 gelang ihm beim ACA die Aufnahme in die fünftklassig antretende Reservemannschaft, in der er fortan regelmäßig aufgeboten wurde. Im Vorfeld der Spielzeit 2013/14 unterschrieb er einen zunächst auf ein Jahr beschränkten Profivertrag für das Erstligateam des AC Ajaccio.
Am 21. September 2013 wurde er bei einer 0:2-Niederlage gegen Stade Rennes zur zweiten Halbzeit eingewechselt und debütierte damit in der höchsten französischen Spielklasse. Vier Tage darauf stand er gegen Olympique Lyon erstmals in der Startelf. Im weiteren Saisonverlauf wurde er regelmäßig aufgeboten, auch wenn er keinen festen Stammplatz einnahm. Dies führte schließlich dazu, dass er einen Drei-Jahres-Vertrag bei den Profis erhielt. Allerdings musste er 2014 den Abstieg seiner Mannschaft in die Zweitklassigkeit hinnehmen. Daran anschließend konnte er sich beim ACA weiter etablieren, während die Korsen erneut in den Abstiegskampf gerieten und der Sturz in die dritte Liga 2015 sowie 2016 nur knapp abgewendet werden konnte. Im Sommer 2016 wechselte Gonçalves ablösefrei nach Portugal zu CD Tondela. 
Im August 2018 schloss sich Gonçalves sich dem französischen Klub ES Troyes AC an, der gerade in die Ligue 2 abgestiegen war. Ein Jahr später erfolgte der Wechsel zurück nach Portugal, diesmal zum Gil Vicente FC aus der nordportugiesischen Stadt Barcelos.
Zur Saison 2021/22 wechselte Gonçalves in die bulgarische Parwa liga und unterschrieb beim amtierenden Meister Ludogorez Rasgrad.
Im Sommer 2024 wechselte er zu Legia Warschau in die Ekstraklasa.

### Nationalmannschaft
Gonçalves ist prinzipiell sowohl für Portugal als auch für Frankreich spielberechtigt. Am 5. Februar 2014 kam er bei einer Begegnung gegen die Slowakei zu seinem Debüt für die portugiesische U-20-Nationalelf und lief in der nachfolgenden Zeit in vier weiteren Spielen für diese Auswahlmannschaft auf.

## Erfolge
Ludogorez Rasgrad
- Bulgarischer Meister: 2022
- Bulgarischer Supercup: 2021, 2022